# Encuesta de Población Activa

Desempleo en Europa en 2010

La Encuesta de Población Activa (EPA) es un estudio estadístico destinado a capturar datos sobre el mercado de trabajo, que se utiliza para calcular la tasa de desempleo, tal y como la define la Organización Internacional del Trabajo (OIT). La OIT establece las definiciones y conceptos empleados.

## Unión Europea
Todos los Estados miembros de la Unión Europea están obligados a llevar a cabo una encuesta de población activa cada año. Las encuestas de población activa también se llevan a cabo en algunos países no pertenecientes a la UE.
Por otro lado, a nivel europeo se elabora la encuesta muestral de población activa (también conocida por las siglas EU LFS), que está regulada por el Reglamento (CE) No 577/98 del Consejo de 9 de marzo de 1998, relativo a la organización de una encuesta muestral sobre la población activa en la Comunidad. La EU LFS se basa en la Clasificación Internacional Uniforme de Ocupaciones (CIUO, también conocida como ISCO), la Clasificación Internacional Normalizada de la Educación (también conocida como ISCED), la Nomenclatura estadística de actividades económicas de la Comunidad Europea (NACE) y la Nomenclatura de las Unidades Territoriales Estadísticas (NUTS).

### Armonización europea
A efectos de poder comparar los mercados laborales de los distintos países de la UE, la Comisión Europea exige uniformidad en los procedimientos de recogida y tratamiento de datos entre los estados. Para ello, ha aprobado la siguiente legislación:
- Reglamento 577/1998, de 9 de marzo de 1998, que contiene los principios básicos que regulan estos estudios.
- Reglamento 1897/2000, de 7 de septiembre de 2000, que establece como métodos activos de búsqueda de empleo, en las cuatro semanas anteriores a la entrevista, los siguientes:

1. Estar en contacto con una oficina pública de empleo con el fin de encontrar trabajo, cualquiera que sea la parte que haya tomado la iniciativa (la renovación de la inscripción por razones puramente administrativas no constituye un planteamiento activo).
2. Estar en contacto con una oficina privada (oficina de empleo temporal, empresa especializada en contratación, etc.) con el fin de encontrar trabajo.
3. Enviar una candidatura directamente a los empleadores.
4. Indagar sxsx

a través de relaciones personales, por mediación de sindicatos, etc.
1. Anunciarse o responder a anuncios de periódicos.
2. Estudiar las ofertas de empleo.
3. Participar en una prueba, concurso o entrevista, en el marco de un procedimiento de contratación.
4. Buscar terrenos, locales o material, para establecerse por cuenta propia.
5. Realizar gestiones para obtener permisos, licencias o recursos financieros, para establecerse por cuenta propia.

- Reglamento 2257/2003, de 25 de noviembre de 2003, que introduce los siguientes cambios en las variables a ser tenidas en cuenta en la recogida de datos:

1. Si la persona en su empleo principal supervisa las tareas de otros trabajadores.
2. Si tiene un contrato con una agencia de empleo temporal.
3. El papel que han desempeñado las oficinas públicas de empleo en la obtención del trabajo principal actual de la persona entrevistada: evalúa la calidad del servicio prestado por los organismos públicos de fomento del empleo (como el Servicio Público de Empleo Estatal español -antiguo INEM-, etc.).
4. Caracterización de las horas extraordinarias y si son o no pagadas: mejora la medición de la jornada laboral efectivamente trabajada.
5. Existencia o carencia de servicios de cuidados a personas dependientes: mejora la medición de la incorporación del hombre/la mujer al trabajo a tiempo completo.
6. Percepción o no del salario en caso de ausencia prolongada del trabajo: permite saber si el empleado conserva vínculos laborales con su empresa y, por tanto, si debe figurar como ocupada en la EPA.

A su vez, esta legislación cumple los requisitos exigidos por la Organización Internacional del Trabajo (OIT) en la materia.

## España
En España, la Encuesta de Población Activa es elaborada por el Instituto Nacional de Estadística (INE) con periodicidad trimestral, y tiene como objetivo obtener datos de la fuerza de trabajo y de las personas ajenas al mercado laboral. Se realiza desde 1964, si bien ha habido diversos cambios en el procedimiento estadístico a lo largo del tiempo que afectan a la continuidad de la información. Está considerada como el mejor indicador de la evolución del empleo y desempleo en España.

### Procedimiento
La EPA es una encuesta realizada en hogares distribuidos por todo el territorio nacional. La unidad geográfica básica para la recolección de datos es la sección censal, división inframunicipal con límites perfectamente definidos. A partir del primer trimestre de 2005, con el objetivo de cumplir las exigencias de la Unión Europea, la muestra consta de 3.588 secciones y 18 viviendas por sección, excepto en las provincias de Madrid, Barcelona, Sevilla, Valencia y Zaragoza, en las que el número de entrevistas por sección es de 22 (anteriormente, la muestra estaba fijada en un total de 3.000 secciones, y se investigaban una media de 20 viviendas por sección). Así, el tamaño de la muestra es de unas 65.000 familias, que en la práctica quedan reducidas a unas 60.000, equivalentes a unas 200.000 personas.
Las familias incluidas en la muestra están obligadas al suministro de la información solicitada. De acuerdo a la Ley de la Función Estadística Pública, de 1989, los servicios estadísticos podrán solicitar datos de todas las personas físicas y jurídicas nacionales y extranjeras, residentes en España. Todas las personas físicas y jurídicas que suministren datos, tanto si su colaboración es obligatoria como voluntaria, deben contestar de forma veraz, exacta, completa y dentro del plazo a las preguntas de los servicios estadísticos. La sanción por el incumplimiento de esta obligación se fijó en multas entre 60 y 30.000 €.
Si todas las personas de 16 o más años de una vivienda se niegan a colaborar en la primera entrevista, la vivienda se sustituirá por la primera suplente cuyo grupo humano acepte ser entrevistado. En cambio, si la negativa se produce en la segunda y sucesivas entrevistas, no se sustituirá la vivienda, y se repetirán los contactos en los trimestres posteriores por si el grupo humano aceptara volver a contestar. Todo grupo humano que se niega a colaborar en la primera entrevista deberá cumplimentar un cuestionario de negativas, que recoge una serie de características básicas, como son el sexo, la edad y la relación con la persona principal de la persona que rehúsa ser entrevistada, así como la edad, el sexo, la nacionalidad, los estudios terminados, la relación con la actividad, la rama de actividad y la ocupación de la persona principal.
La periodicidad es trimestral, por trimestres naturales, si bien presenta también datos y conclusiones de carácter anual. A fin de evitar el cansancio de las familias, la sexta parte de las mismas son renovadas cada trimestre. Es decir, cada vivienda permanece en la muestra durante seis trimestres consecutivos, al cabo de los cuales sale de la misma para ser reemplazada. En la práctica, la fecha de publicación suele coincidir con el penúltimo o el último jueves del mes siguiente al trimestre considerado.
Las entrevistas se reparten a lo largo de las 13 semanas del trimestre. Por tanto, el período de referencia de la información es la semana inmediatamente anterior (de lunes a domingo) a la de la entrevista según el calendario. Las respuestas a las preguntas del cuestionario irán siempre expresadas en relación con esa semana.
Geográficamente, la encuesta ofrece información, con mayor o menor grado de detalle, a nivel nacional, autonómico y provincial.

### Modificaciones

#### En 2002
En 2002 se introdujo un gran cambio metodológico en la EPA que afectó a las definiciones utilizadas en la encuesta y al proceso de cálculo de resultados:
- Se revisaron las proyecciones de población del censo de 2001 para incluir el cada vez más importante fenómeno de la inmigración.
- Se introdujo una mejora técnica en el cálculo de los resultados de la encuesta (reponderación).
- Se comenzó a aplicar la nueva definición de parado establecida en el Reglamento 1897/2000 de la Comisión Europea. Aunque conceptualmente no cambiaba la definición de parado, se introducían instrucciones sobre cómo interpretar la búsqueda de trabajo. Así, se comenzó a exigir el contacto con las oficinas públicas de empleo, con el fin de encontrar empleo, para que la persona fuera considerada desempleada (con anterioridad, la mera inscripción en las mismas como demandante de empleo, válida por tres meses, bastaba para considerar parada a la persona). El efecto de esta nueva definición de parado se tradujo en que una parte de las personas que hasta ese momento se venían considerando paradas pasaron a ser consideradas inactivas.

#### En 2005
A comienzos de 2005 se adoptaron ciertos cambios metodológicos que supusieron la creación de una nueva EPA y la ruptura de la serie histórica de información. Los cambios introducidos fueron:
- Introducción de las nuevas variables de acuerdo al Reglamento 2257/2003.
- Utilización de proyecciones de población de acuerdo al censo de 2001. Anteriormente se utilizaban proyecciones basadas en el censo de 1991, que no habían previsto la intensidad del fenómeno inmigratorio en España de los últimos años.
- Modernización del método de recogida de la información: cambios en el cuestionario; entrevistas realizadas con el método CATI (computer assisted telephone interview).

Con el fin de homogeneizar los resultados de la nueva EPA con los de los años anteriores, el INE revisó los cálculos del período 1996-2004. De esta forma, la serie temporal actual es comparable en el tiempo desde 1996.

### Principales resultados
Las magnitudes estudiadas en la EPA (población de 16 años y más, activos, ocupados, etc.) se pueden clasificar según un gran número de variables (estado civil, edad, nacionalidad, lugar de residencia, etc.). Se muestran aquí las principales magnitudes clasificadas según el criterio geográfico (a nivel de comunidad autónoma), de acuerdo con los datos del último trimestre del ejercicio 2024.
| Comunidad autónoma         | Población de 16 años y más | Activos    | Ocupados   | Parados   | Tasa de actividad | Tasa de paro |
| -------------------------- | -------------------------- | ---------- | ---------- | --------- | ----------------- | ------------ |
| ESPAÑA                     | 41.810.100                 | 24.453.300 | 21.857.900 | 2.595.500 | 58,49 %           | 10,61 %      |
| Andalucía                  | 7.318.300                  | 4.141.100  | 3.488.500  | 652.700   | 56,59 %           | 15,76 %      |
| Aragón                     | 1.151.800                  | 676.000    | 624.500    | 51.500    | 58,69 %           | 7,62 %       |
| Principado de Asturias     | 896.200                    | 467.400    | 429.600    | 37.800    | 52,16 %           | 8,09 %       |
| Islas Baleares             | 1.052.300                  | 650.200    | 596.900    | 53.300    | 61,79 %           | 8,20 %       |
| Canarias                   | 1.968.300                  | 1.162.100  | 1.023.700  | 138.400   | 59,04 %           | 11,91 %      |
| Cantabria                  | 514.700                    | 284.500    | 261.100    | 23.400    | 55,28 %           | 8,23 %       |
| Castilla y León            | 2.092.000                  | 1.134.900  | 1.041.500  | 93.400    | 54,25 %           | 8,23 %       |
| Castilla-La Mancha         | 1.792.800                  | 1.033.900  | 911.300    | 122.600   | 57,67 %           | 11,86 %      |
| Cataluña                   | 6.876.200                  | 4.185.200  | 3.855.900  | 329.300   | 60,87 %           | 7,87 %       |
| Comunidad Valenciana       | 4.600.600                  | 2.705.400  | 2.371.700  | 333.600   | 58,80 %           | 12,33 %      |
| Extremadura                | 906.200                    | 492.100    | 417.000    | 75.100    | 54,30 %           | 15,26 %      |
| Galicia                    | 2.378.500                  | 1.262.700  | 1.153.300  | 109.400   | 53,09 %           | 8,67 %       |
| Comunidad de Madrid        | 6.032.800                  | 3.829.600  | 3.501.100  | 328.500   | 63,48 %           | 8,58 %       |
| Región de Murcia           | 1.313.600                  | 775.900    | 671.900    | 103.900   | 59,06 %           | 13,40 %      |
| Comunidad Foral de Navarra | 574.900                    | 341.500    | 319.000    | 22.500    | 59,40 %           | 6,60 %       |
| País Vasco                 | 1.929.500                  | 1.068.000  | 980.800    | 87.200    | 55,35 %           | 8,17 %       |
| La Rioja                   | 278.100                    | 165.000    | 150.900    | 14.200    | 59,34 %           | 8,58 %       |
| Ceuta                      | 66.900                     | 39.300     | 30.700     | 8.600     | 58,72 %           | 21,79 %      |
| Melilla                    | 64.300                     | 38.600     | 28.600     | 9.900     | 57,98 %           | 25,80 %      |